# NGC 179
NGC 179 este o galaxie lenticulară situată în constelația Balena. A fost descoperită în anul 1886 de către Francis Leavenworth. De asemenea, a fost observată încă o dată de către Herbert Howe.